# Cyrtophium laeve
Cyrtophium laeve is een vlokreeftensoort uit de familie van de Podoceridae. De wetenschappelijke naam van de soort is voor het eerst geldig gepubliceerd in 1867 door Heller.